# Roeland Paardekooper
Roeland Pieterszoon Paardekooper (født 17. marts 1970) er en hollandsk arkæolog, museumsleder og grundlægger af museumssamarbejdet EXARC for eksperimentel arkæologiske museer.

## Opvækst og uddannelse
Paardekooper er søn af Petrus Cornelis Jozef Maria Paardekooper, professor i sprogkundskab.
Han påbegyndte arkæologistudiet på Universiteit Leiden i 1989 og afsluttede det i 1998, hvor han skrev speciale om Europas forhistorie. Han læste efterfølgende en ph.d. om arkæologiske frilandsmueer på University of Exeter, som han afsluttede i 2012.

## Karriere
Fra 1981 arbejdede han på Eindhoven Museum (tidligere Historisch Openluchtmuseum Eindhoven) i Eindhoven, Holland. Han publicerede adskillige artikler om arkæologiske frilandsmuseer som en del af EU-projektet liveARCH, der omhandlede professionalisering af de arkæologiske friluftsmuseer i otte lande, og Paardekooper var også involveret i etableringen af opfølgningsprojektet OpenArch.
Paardekooper var også medstifter og indtil 2023 direktør for EXARC, en international sammenslutning af internationale frilandsmuseer og eksperimentelle arkæologer. Foreningen har mere end 430 medlemmer fra omkring 30 lande og er medlem af International Council of Museums (ICOM)..
Fra oktober 2013 til maj 2016 var han direktør for Archäologisches Freilichtmuseum Oerlinghausen i Oerlinghausen, Nordrhein-Westfalen, Tyskland.
I slutningen af januar 2021 blev det annonceret, at Paardekooper ville overtage jobbet som direktør på Middelaldercentret i Danmark. Han havde stillingen indtil december 2022, hvor han fratrådte stillingen igen, hvorefter Poul Schreiner Hansen fortsatte som midlertidig direktør. I efteråret 2023 forlød det at Paardekooper var blevet afskediget.

## Hæder
I september 2015 modtog Paardekooper Museum Horizon Award fra det interkontinentale museumsnetværk SAMP for sit bidrag til professionaliseringen af arkæologiske friluftsmuseer inden for økonomisk forvaltning, tolkning og PR.
Den 2. februar 2012 blev Paardkooper slået til ridder af Oranie-Nassau Orden af dronning Beatrix for sit arbejde med arkæologi og udviklingen af EXARC. Han var den yngste person nogensinde fra Noord-Brabant, der modtog denne hæder.
I april 2012 blev han hædret af byen Eindhoven for at have spillet en nøglerolle i udvidelsen af verdensbutikken i Leiden.

## Publikationer
- Paardekooper, Roeland (2012). The Value of an Archaeological Open-Air Museum Is in Its Use. Ph.d.-opgave (engelsk). Leiden: Sidestone Press. ISBN 9789088901034. Hentet 2014-03-31. Arkiveret
- Med Jodi Reeves Flores: Experiments Past: Histories of Experimental Archaeology. Sidestone, Leiden 2014, ISBN 978-90-8890-251-2
- Med Penny Cunningham og Julia Heeb: Experiencing archaeology by experiment: proceedings of the Experimental Archaeology Conference, Exeter 2007. Oxbow, Oxford 2008, ISBN 978-1-84217-342-8